# مقاطعة ديويت (تكساس)
مقاطعة ديويت (بالإنجليزية: DeWitt  County)‏ هي إحدى المقاطعات في ولاية تكساس، الولايات المتحدة الأمريكية.